# دودکش

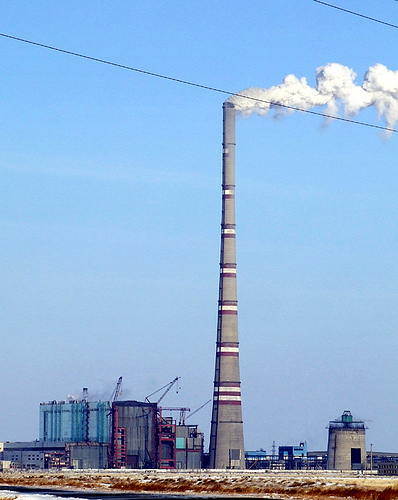
بلندترین دودکش جهان در نیروگاهی در قزاقستان

دودکش مجرایی است با مقطع دایره یا مربع (بسته به نوع ساختمان)که محصولات احتراق را به محیط مورد نظر هدایت می‌کند. وجود این ابزار در دستگاه‌های احتراق داخلی امری اجتناب ناپذیر است.

## تاریخچه
ابداع دودکش پیشرفت مهمی در خارج کردن دود از درون خانه بود که موجب تغییر در طراحی و ساخت خانه‌ها شد. قبل از اینکه دودکش‌ها مورد استفاده قرار بگیرند، حلقه‌های آتش در خانه که محیط خانه را پر از دود می‌کرد در نزدیکی سقف قرار می‌گرفتند.

## نکات ایمنی
در فصل سرما توصیه می‌شود دریچه کولر بسته شود، زیراکانال کولر به علت داشتن ارتفاع و قطر بیشتر نسبت به دودکش ساختمان، عمل دودکشی قوی‌تری انجام می‌دهد و می‌تواند به عنوان دودکش عمل کند و جریان خروج دود از دودکش به صورت معکوس انجام شود. این عمل به ویژه هنگامی که منافذ ورود هوا به داخل فضای بنا مسدود باشد بهتر و راحت‌تر صورت می‌گیرد و می‌تواند در حالت جریان معکوس یعنی عمل ورود هوا از دودکش و خروج حرارت و محصولات احتراق از کانال کولر صورت گیرد.